# Pseliastis xanthodisca
Pseliastis xanthodisca is een vlinder uit de familie van de Heliozelidae. De wetenschappelijke naam van de soort werd voor het eerst geldig gepubliceerd in 1897 door Edward Meyrick.